# Glyphesis idahoanus
Glyphesis idahoanus là một loài nhện trong họ Linyphiidae.
Loài này thuộc chi Glyphesis. Glyphesis idahoanus được Ralph Vary Chamberlin miêu tả năm 1949.